# Apophylia medana
Apophylia medana es un coleóptero de la familia Chrysomelidae.
Fue descrita científicamente por primera vez en 1946 por Pic.